# Sprężyki

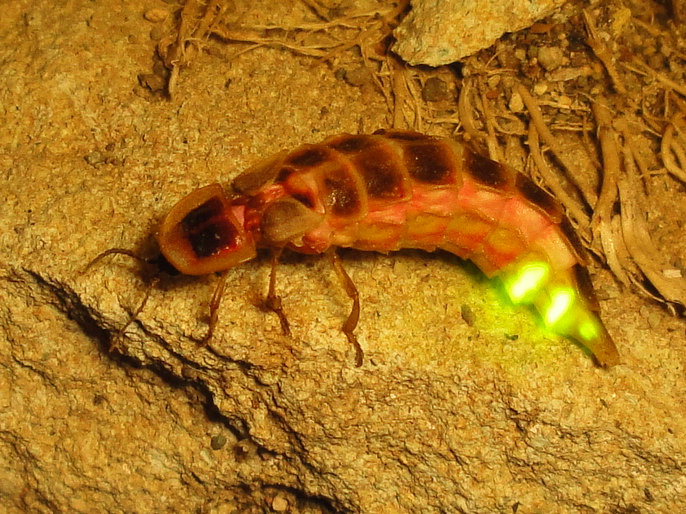
Samica świetlika świętojańskiego z rodziny świetlikowatych

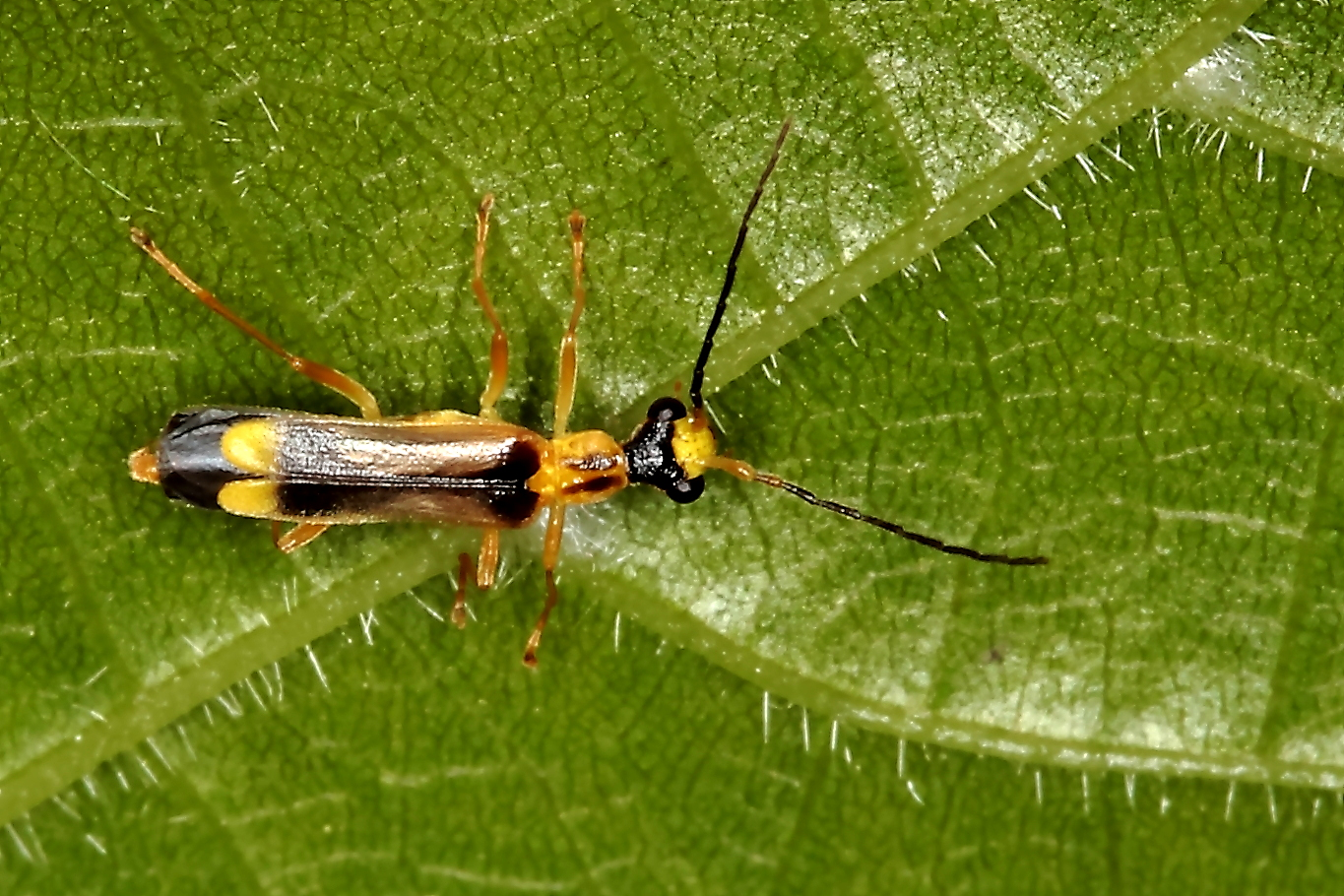
Malthinus punctatus z rodziny omomiłkowatych

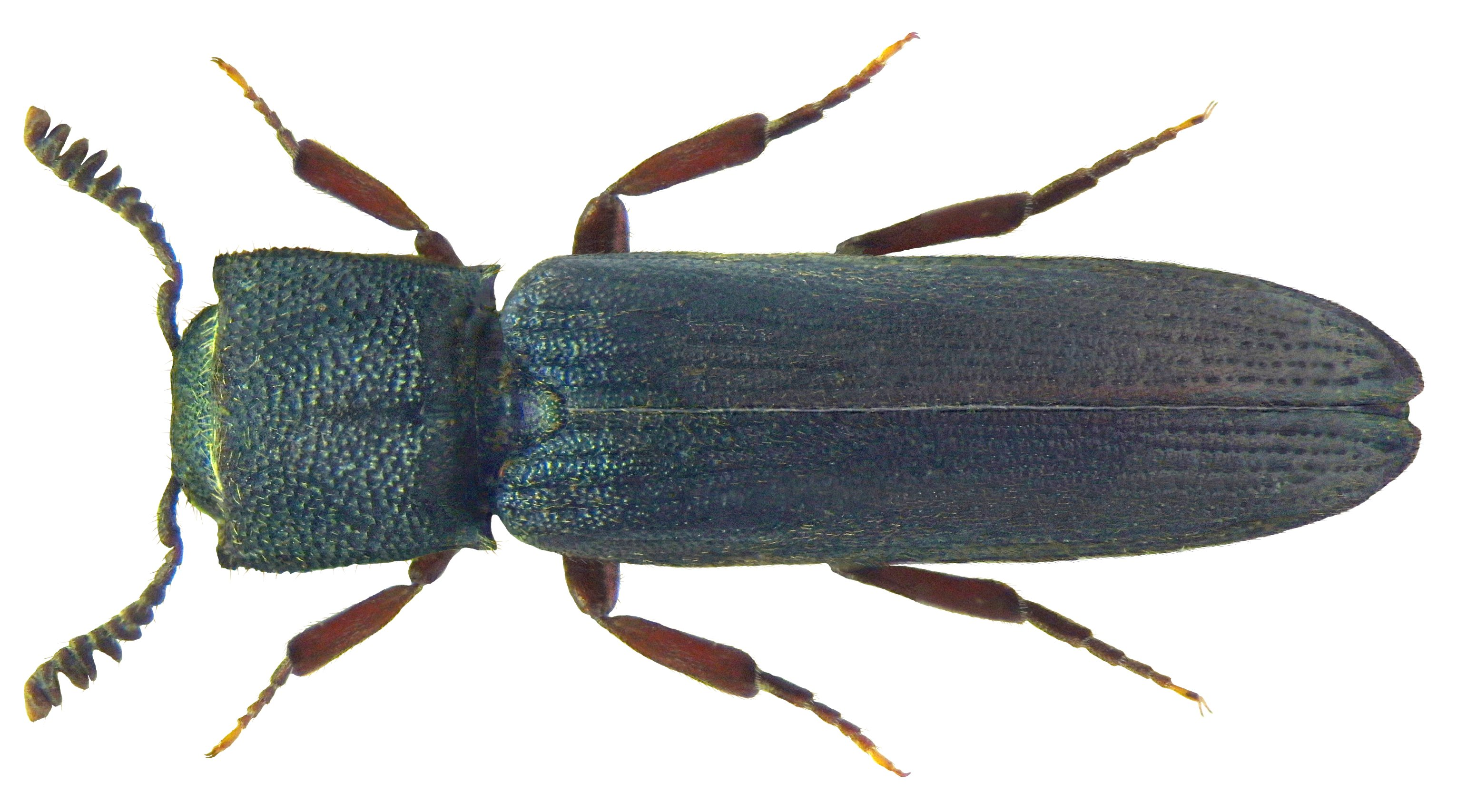
Melasis buprestoides z rodziny goleńczykowatych

Sprężyki (Elateroidea) – nadrodzina chrząszczy z podrzędu wielożernych i serii sprężykokształtnych.
Grupa zróżnicowana. U Cerophytidae, goleńczykowatych, podrywkowatych i sprężykowatych wyrostek przedpiersia i bruzda na śródpiersiu tworzą mechanizm sprężynujący, umożliwiający podskakiwanie po przewróceniu na grzbiet. Pojawił się on niezależnie przynajmniej dwa razy. Larwy większości gatunków żywią się martwym drewnem, pozostałych korzeniami lub są drapieżne. Rodziny kantaroidalne, jak omomiłkowate, karmazynkowate i świetlikowate, cechują miękkie ciała, narządy gębowe przystosowane do pokarmu płynnego, a te aktywne w dzień zwykle także ubarwienie ostrzegawcze. W wielu grupach pojawiła się niezależnie neotenia u samic, np. u Omalisidae, Phengodidae, Rhagophthalmidae, świetlikowatych oraz plemion Cebrionini i Drilini ze sprężykowatych. W rodzinach świetlikowatych, Phengodidae, Rhagophthalmidae i sprężykowatych znana jest zdolność do bioluminescencji.

## Systematyka i filogeneza
Należą tu ponad 24 tysiące opisanych gatunków. Początkowo klasyfikowane były one w trzech nadrodzinach: Artematopoidea, Cantharoidea i Elateroidea s.str.. O możliwej konieczności połączenia ich w jedną nadrodzinę wspominał już Crowson w 1955 roku, a dokonali tego w 1995 Lawrence i Newton. Monofiletyzm tak definiowanych Elateroidea potwierdzony został m.in. analizami molekularnymi Bocakovej i innych z 2007 oraz Kundraty i Bocáka z 2011 oraz morfologiczną Lawrence'a i innych z 2011 (z wyłączeniem Rhinothipidae). W analizie Lawrence'a Elateroidea jawiły się jako grupa siostrzana Psephenoidea, natomiast w analizie Kundraty i Bocáka oraz Kundraty i innych z 2014 jako siostrzane dla Byrrhoidea.
W obrębie sprężyków pozycję bazalną zajmują Artematopodidae lub klad obejmujący Artematopodidae, Telegeusidae i Omethidae. Badania molekularne wskazują, że rodziny Eucnemidae, Cerophytidae i Throscidae, które dawniej uważane były za pokrewne sprężykowatym, są z nimi dalej spokrewnione niż np. omomiłkowate. Rodziny Lycidae, Lampyridae, Cantharidae, Omalisidae, Rhagophthalmidae, Phengodidae i Elateridae tworzą klad określany jako „wyższe sprężyki”, w którym pierwsza z wymienionych zajmuje według analizy Kundraty i innych pozycję bazalną.
W systemie Boucharda i innych z 2011 do sprężyków zaliczono 19 rodzin:
- Rhinorhipidae Lawrence, 1988
- Artematopodidae Lacordaire, 1857
- Brachypsectridae LeConte et Horn, 1883
- Cerophytidae Latreille, 1834
- Eucnemidae Eschscholtz, 1829 – goleńczykowate
- Throscidae Laporte, 1840 – podrywkowate
- †Praelateriidae Dolin, 1973
- Elateridae Leach, 1815 – sprężykowate
- Plastoceridae Crowson, 1972
- Drilidae Blanchard, 1845 – ślimacznikowate
- Omalisidae Lacordaire, 1857 – rozgniotkowate
- †Berendtimiridae Winkler, 1987
- Lycidae Laporte, 1836 – karmazynkowate
- Telegeusidae Leng, 1920
- Phengodidae LeConte, 1861
- Rhagophthalmidae Olivier, 1907
- Lampyridae Rafinesque, 1815 – świetlikowate
- Omethidae LeConte, 1861
- Cantharidae Imhoff, 1856 (1815) – omomiłkowate

Badania molekularne wskazują jednak, że ślimacznikowate należy klasyfikować w obrębie sprężykowatych (zaliczone jako plemię do Agrypinae), a Telegeusidae w obrębie Omethidae.